# Riera de Navel
La riera de Navel es un curso de agua del noreste de la península ibérica, afluente del río Cardener. Discurre por la provincia española de Barcelona.

## Descripción
Discurre por la provincia de Barcelona. El curso de agua, que corre hacia el sur, termina desembocando en el río Cardener. Aparece descrita en el decimosegundo volumen del Diccionario geográfico-estadístico-histórico de España y sus posesiones de Ultramar de Pascual Madoz de la siguiente manera:

NAVEL: riera en la prov. de Barcelona, part. jud. de Berga, tiene su origen en el térm. de Capolat, atraviesa por el de Cint, pasa por el pie O. de Monclar, y reuniendo las aguas de otros arroyos y torrentes, desagua en el Cardoner mas abajo de Cardona, dejando á su der. á esta v., á Monmayor y Pujol, y á la izq. á Monclar, San Juan de Mundarn y Serrateix; toma su nombre tal vez de una casa nombrada Navel sit. en su márg. der., que antiguamente fue ald. con jurisd.; su curso sera de unas 6 horas de N. á S. y sus aguas dan impulso á 3 ó 4 molinos de harina.
(Madoz, 1849, p. 141)

Las aguas del río, perteneciente a la cuenca hidrográfica del Llobregat, terminan vertidas en el mar Mediterráneo.